# Galtarna, Nagu
Galtarna är klippor nära Stenskär i Nagu,  Finland.   De ligger i Pargas stad i landskapet Egentliga Finland. Ön ligger omkring 6 kilometer öster om Stenskär, omkring 20 kilometer sydost om Nagu kyrka,  44 kilometer söder om Åbo och 150 km väster om Helsingfors. Närmaste allmänna förbindelse är förbindelsebryggan vid Gullkrona som trafikeras av M/S Nordep och M/S Cheri.
Terrängen runt Galtarna är mycket platt.  Närmaste större samhälle är Dragsfjärd, 18,3 km öster om Galtarna. 